# فلاديسلاف فاسيلييف (لاعب كرة قدم)
فلاديسلاف فاسيلييف (بالروسية: Васильев Владислав Олегович)‏ هو لاعب كرة قدم روسي في مركز الوسط، ولد في 27 يوليو 1999 في كراسنودار في روسيا. لعب مع نادي سبارتاك موسكو 2 لكرة القدم.